# Rondellen vid Malmö Folkets Park
Rondellen vid Malmö Folkets Park är en rondell i korsningen av Kristianstadsgatan och Södra Parkgatan i Malmö. Den är belägen i det sydvästra hörnet av Folkets Park och saknar officiellt namn, men har i folkmun bland annat kallats Hästarondellen, Bajsrondellen, Knarkrondellen och Gazarondellen.
Under 1900-talets första decennier uppfördes tre 19 meter höga byggnader i jugendstil som kom att utgöra platsens yttre gränser i väster och sydost. De tre byggnadernas fastigheter är Länken 4 (uppförd 1907, arkitekt Hans Thyselius), Källan 6 och Uret 1.
Mot Folkets park finns istället ett plank som sedan 2009 blivit en laglig graffitivägg, med tillåten affischering och graffiti.
Rondellen har haft en brokig historia med öppen narkotikahandel och bråk om intilliggande graffitiväggar men också evenemang som loppisar, utställningar och festivaler.
I november 2004 försåg kommunen platsen med en ny belysning i form av ljusskärmar som en del av projektet "Malmö by light" i syfte att öka tryggheten. De tjugo ljusskärmarna är två meter höga och vardera en halv meter breda. De är vända inåt mot planteringen som finns mitt i rondellen. Nattetid skiftar ljusskärmarna färg i sekvens. Belysningen heter Inside out och har tagit inspiration från romanen Liftarens guide till galaxen.
Runt 2016 uttryckte många omkringboende sin oro över den narkotikahandel som skedde relativt öppet i rondellen. Inte minst att langarna stod i entrén till ett daghem och erbjöd narkotika till alla förbipasserande, även barn. Narkotikahandeln hade då skett under en längre tid. Runt 2017 sattes kameraövervakning upp på platsen och 2023 konstaterade polisen att ingen narkotika sålts på platsen under hela år 2023.
På grund av den öppna narkotikahandeln fick rondellen i folkmun även namnet Knarkrondellen. Det namnet lades in på Google Maps via en app som gjorde det möjligt att föreslå ändringar på denna tjänst lanserades. I samband med demonstrationerna mot Israels deltagande i Eurovision Song Contest 2024 lades namnet Gazarondellen in på samma webbplats.

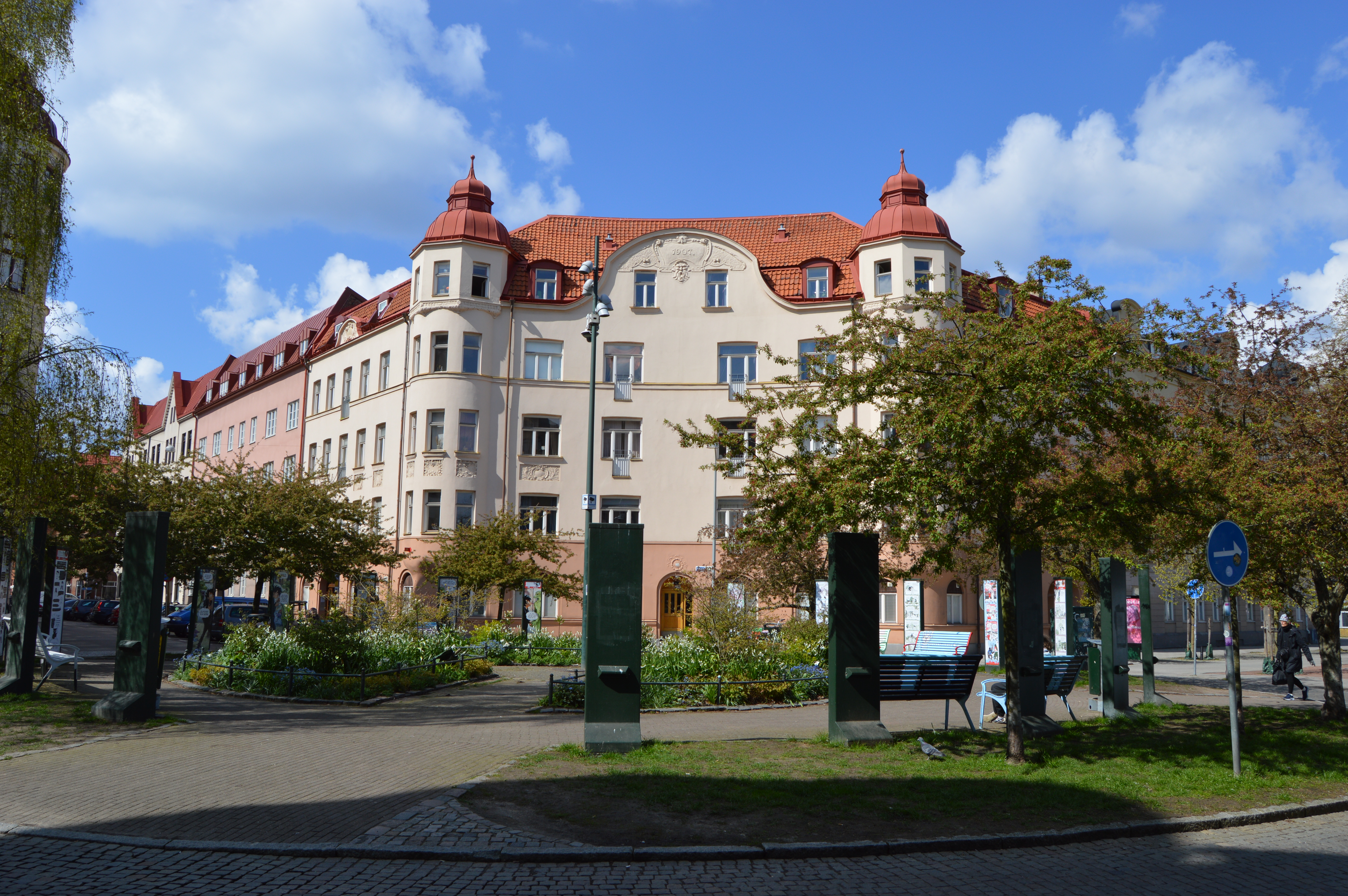
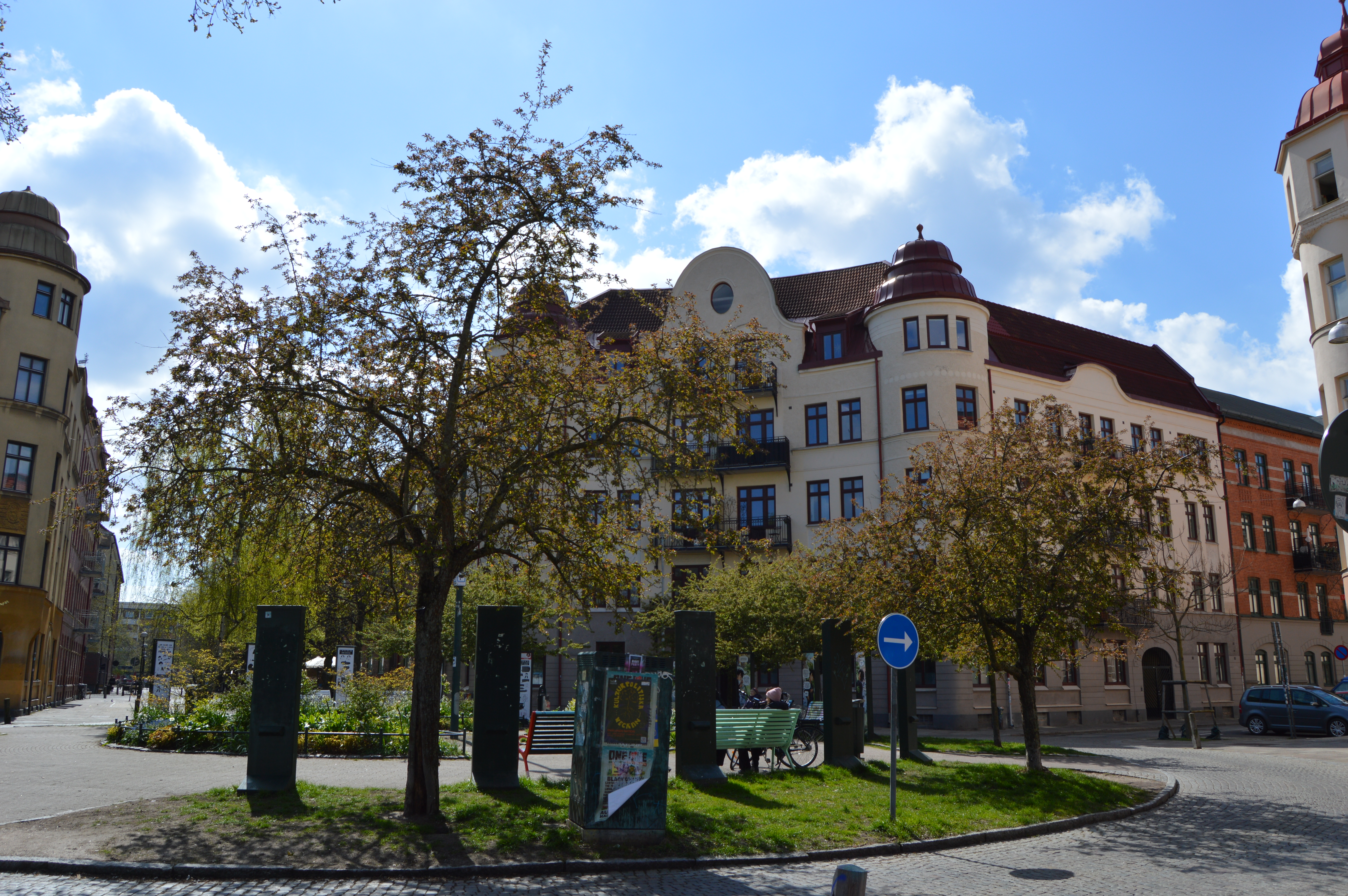
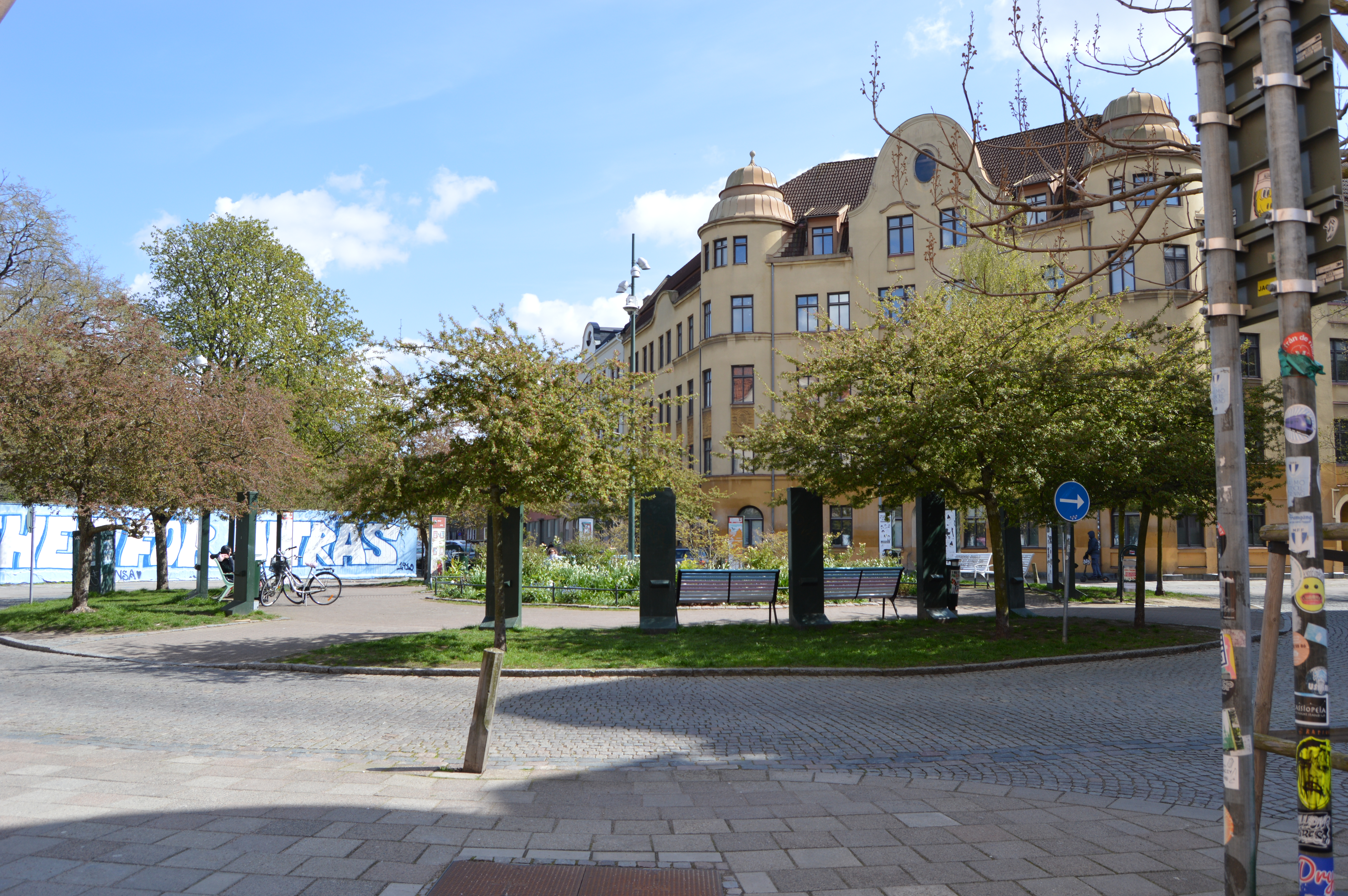